# Pavel Maslák
Pavel Maslák (* 21. Februar 1991 in Havířov) ist ein ehemaliger tschechischer Leichtathlet, der auf verschiedenen Sprintdistanzen antrat und seine größten Erfolge im 400-Meter-Lauf feierte. Er wurde dreimal Hallenweltmeister über 400 Meter und gewann zahlreiche Medaillen bei Europameisterschaften im Freien und in der Halle.

## Sportliche Laufbahn
Erste internationale Erfahrungen sammelte Pavel Maslák im Jahr 2007, als er bei den Jugendweltmeisterschaften in Ostrava im 400-Meter-Lauf mit 49,16 s in der ersten Runde ausschied und mit der tschechischen Sprintstaffel (1000 Meter) im Vorlauf disqualifiziert wurde. Im Jahr darauf schied er dann bei den Juniorenweltmeisterschaften in Bydgoszcz im 100-Meter-Lauf mit 10,75 s im Vorlauf aus und auch mit der 4-mal-100-Meter-Staffel und der 4-mal-400-Meter-Staffel verpasste er mit 40,60 s und 3:12,62 min den Finaleinzug. 2009 belegte er bei den Junioreneuropameisterschaften in Novi Sad in 21,19 s den fünften Platz im 200-Meter-Lauf und mit der tschechischen 4-mal-100-Meter-Staffel gewann er in 39,57 s die Silbermedaille. Im darauffolgenden Jahr wurde er dann bei den Juniorenweltmeisterschaften in Moncton in 21,13 s Siebter über 200 Meter und kam mit der Staffel nicht über die Vorrunde hinaus. 2011 schied er bei den Halleneuropameisterschaften in Paris über 400 Meter mit 48,14 s in der ersten Runde aus und anschließend gewann er bei den U23-Europameisterschaften in Ostrava in 20,67 s die Bronzemedaille über 200 Meter hinter dem Griechen Lykourgos-Stefanos Tsakonas und Michael Tumi aus Italien. Zudem belegte er mit der 4-mal-100-Meter-Staffel in 39,41 s den fünften Platz. Daraufhin erreichte er bei den Weltmeisterschaften in Daegu die Halbfinalrunde über 200 Meter und schied dort mit 20,87 s aus. 2012 gelang Maslák der endgültige Durchbruch in der Aktivenklasse. Bei den Hallenweltmeisterschaften in Istanbul belegte er in 46,19 s den fünften Rang im 400-Meter-Lauf. Die Stadionrunde erwies sich in der Folge als seine stärkste Disziplin. In der Freiluftsaison verbesserte er den 34 Jahre alten tschechischen Rekord über diese Distanz auf 45,31 s. Einige Wochen später steigerte er sich auf 45,17 s. Seinen bis dahin größten Erfolg feierte Maslák mit dem Sieg im 400-Meter-Lauf bei den Europameisterschaften in Helsinki, bei denen er nach 45,24 s ins Ziel gelangte. Es war dies die erste Europameisterschaftsmedaille für einen Tschechen in dieser Disziplin. Mit der tschechischen 4-mal-400-Meter-Staffel belegte er im Finale trotz eines neuen Landesrekords von 3:02,72 min nur den fünften Platz. Anschließend startete er erstmals bei den Olympischen Spielen in London und verbesserte dort im Vorlauf den Landesrekord auf 44,91 s und schied dann mit 45,15 s im Halbfinale aus. Er ging auch über 200 Meter an den Start, schied dort aber mit 20,67 s in der Vorrunde aus.
Im März 2013 wurde Maslák im schwedischen Göteborg in 45,66 s Halleneuropameister und gewann mit der tschechischen 4-mal-400-Meter-Staffel in 3:07,64 min die Bronzemedaille hinter den Teams aus dem Vereinigten Königreich und Russland. Mitte Juli gewann er bei den U23-Europameisterschaften in Tampere in 20,49 s erneut die Bronzemedaille über 200 Meter, diesmal hinter dem Polen Karol Zalewski und Daniel Talbot aus Großbritannien. Zudem belegte er mit der 4-mal-100-Meter-Staffel in 39,23 s den fünften Platz und erreichte mit der 4-mal-400-Meter-Staffel in 3:05,82 min Rang sechs. Anschließend gelangte er bei den Weltmeisterschaften in Moskau bis ins Finale über 400 Meter und belegte dort mit 44,91 s den fünften Platz, während er mit der 4-mal-400-Meter-Staffel mit 3:04,54 min den Finaleinzug verpasste. Daraufhin wurde er beim Weltklasse Zürich in 44,91 s Dritter und kurz darauf bei der World Challenge in Zagreb in 45,42 s Zweiter. 2014 gewann Maslák bei den Hallenweltmeisterschaften im polnischen Sopot seinen dritten internationalen Titel im 400-Meter-Lauf. Dabei verbesserte er seinen eigenen nationalen Hallenrekord auf 45,24 s und kletterte zugleich in der europäischen Bestenliste auf den zweiten Platz. Bereits zu Beginn der Hallensaison hatte er seine gute Form unter Beweis gestellt, als er die Halleneuroparekorde über die selten gelaufenen 300 und 500 Meter gebrochen hatte. Beim Flanders Indoor in Gent verbesserte er in 32,15 s die alte Bestmarke des Franzosen Leslie Djhone um 32 Hundertstelsekunden. Über 500 Meter unterbot er in Prag den Halleneuroparekord des Israelis Donald Sanford in 1:00,36 min um eine halbe Sekunde. Am 9. Mai stellte er in Doha mit 44,79 s einen neuen Nationalrekord über die 400-Meter-Distanz auf und wurde damit Dritter. Aufgrund einer Oberschenkelverletzung musste er seine Wettkampfsaison Ende Mai beenden und auf die Verteidigung seines Europameistertitels verzichten. 2015 verteidigte er dann aber bei den Halleneuropameisterschaften in Prag in 45,33 s überlegen und stellte damit auch einen neuen Meisterschaftsrekord auf. Zudem gewann er mit der Staffel in 3:04,09 min die Bronzemedaille hinter den Teams aus Belgien und Polen. Bei den Bislett Games in Oslo wurde er in 45,39 s Dritter und im August schied er bei den Weltmeisterschaften in Peking mit 45,16 s in der ersten Runde aus. Im Jahr darauf siegte er bei den Hallenweltmeisterschaften in Portland in 45,44 s erneut über 400 Meter. Anfang Juli gewann er dann bei den Europameisterschaften in Zürich in 45,36 s die Silbermedaille hinter dem Briten Martyn Rooney und belegte mit der Staffel in 3:03,86 min den vierten Platz. Daraufhin erreichte er bei den Olympischen Spielen in Rio de Janeiro das Halbfinale, in dem er mit 45,06 s ausschied.
2017 feierte er bei den Halleneuropameisterschaften in Belgrad in 45,77 s seinen dritten Titel in Folge und gewann in 3:08,60 min zum dritten Mal die Bronzemedaille mit der Staffel, diesmal hinter den Teams aus Polen und Belgien. Im Juni wurde er in 45,52 s Dritter bei den Bislett Games und anschließend erreichte er bei den Weltmeisterschaften in London das Halbfinale und schied dort mit 45,24 s aus. Im Jahr darauf siegte er auch bei den Hallenweltmeisterschaften in Birmingham in 45,47 s zum dritten Mal in Folge über 400 Meter und belegte mit der Staffel in 3:04,87 min den fünften Platz. Im August schied er bei den Europameisterschaften in Berlin mit 45,59 s im Halbfinale aus und mit der Staffel gelangte er zwar bis ins Finale, ging dort aber nicht mehr an den Start. Bei den IAAF World Relays 2019 in Yokohama belegte er in 3:03,79 min den dritten Platz im B-Finale und 2020 siegte er beim Memoriál Josefa Odložila in 20,82 s über 200 Meter. 2021 schied er dann bei den Halleneuropameisterschaften in Toruń mit 46,70 s im Halbfinale aus und gewann mit der Staffel in 3:06,54 min die Silbermedaille hinter dem Team aus den Niederlanden. Anfang Mai verpasste er bei den World Athletics Relays im polnischen Chorzów mit 3:05,11 min den Finaleinzug in der 4-mal-400-Meter-Staffel. Anfang August schied er dann bei den Olympischen Sommerspielen in Tokio mit 47,01 s in der Vorrunde aus.
2022 trat er ein weiteres Mal bei den Hallenweltmeisterschaften in Belgrad an, kam dort aber mit 47,31 s nicht über den Vorlauf hinaus. Zudem belegte er in 3:07,98 min den fünften Platz in der 4-mal-400-Meter-Staffel. Im Juli belegte er bei den Weltmeisterschaften in Eugene mit neuem Landesrekord von 3:01,65 min im Finale den achten Platz und anschließend schied er bei den Europameisterschaften in München mit 46,36 s im Semifinale über 400 Meter aus und gelangte im Staffelbewerb mit 3:01,82 min auf Rang sechs. Im Jahr darauf verpasste er bei den Weltmeisterschaften in Budapest mit 3:00,99 min den Finaleinzug mit der Staffel. Bei den World Athletics Relays 2024 in Nassau verpasste er mit der Männerstaffel die direkte Qualifikation für die Olympischen Spiele in Paris und anschließend schied er bei den Europameisterschaften in Rom mit 47,99 s im Vorlauf über 400 Meter aus. Im Oktober verkündete er das Ende seiner aktiven Karriere im Alter von 33 Jahren.
2011 wurde Maslák tschechischer Meister im 100-Meter-Lauf sowie 2012 und 2013 wie auch 2017 und 2019 über 200 Meter. Zudem siegte er 2011 in der 4-mal-100-Meter-Staffel und 2012 in der 4-mal-400-Meter-Staffel. 2014 wurde er Hallenmeister im 60-Meter-Lauf und 2014, von 2016 bis 2018 und 2021 siegte er über 200 Meter. 2015 und 2020 wurde er Hallenmeister über 400 Meter und 2020 auch in der 4-mal-200-Meter-Staffel.

## Persönliche Bestzeiten
- 100 Meter: 10,30 s (+0,2 m/s), 10. Juni 2017 in Třinec
  - 60 Meter (Halle): 6,65 s, 15. Februar 2014 in Prag
- 200 Meter: 20,46 s (+0,3 m/s), 11. Juni 2017 in Třinec
  - 200 Meter (Halle): 20,52 s, 16. Februar 2014 in Prag (tschechischer Rekord)
  - 300 Meter (Halle): 32,15 s, 9. Februar 2014 in Gent (europäische Bestleistung)
- 400 Meter: 44,79 s, 9. Mai 2014 in Doha (tschechischer Rekord)
  - 400 Meter (Halle): 45,24 s, 8. März 2014 in Sopot (tschechischer Rekord)
- 500 Meter: 1:00,35 min, 2. August 2013 in Cheb
  - 500 Meter (Halle): 1:00,36 min, 25. Februar 2014 in Prag (europäische Bestleistung)